# John Birmingham (Astronom)

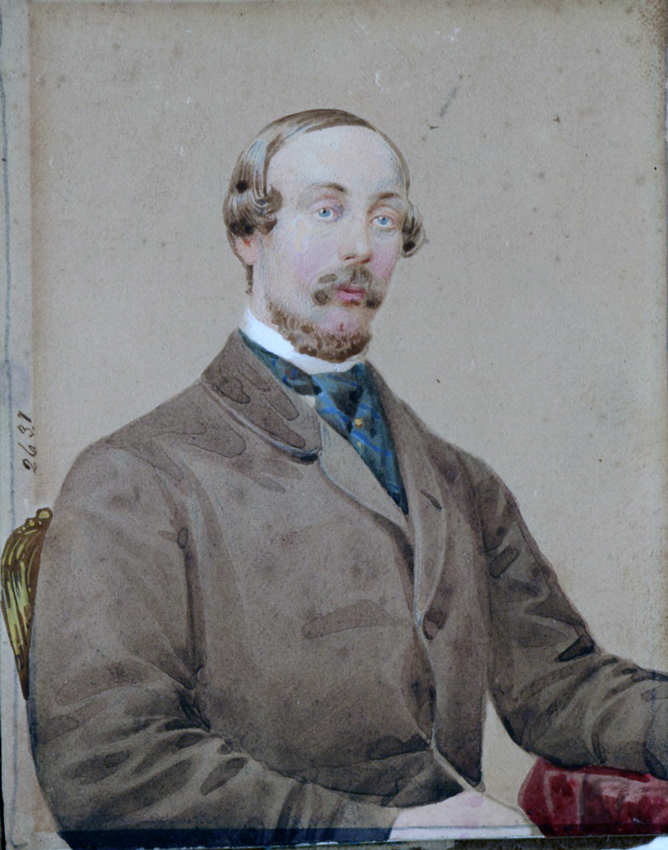
John Birmingham

John Birmingham (* 1816 nahe Milltown, County Galway; † 7. September 1884 ebenda) war ein irischer Astronom und Geologe.

## Leben
John Birmingham kam im Jahre 1816 als einziges Kind von Edward Birmingham und seiner Frau Elly, geborene Bell, auf dem Millbrook-Anwesen nahe Milltown im Westen Irlands zur Welt. Sein genaues Geburtsdatum ist unbekannt, in der unten zitierten Biografie wird als Geburtsmonat der Mai genannt. Er besuchte das St. Jarlath’s College in Tuam und begann eine Ausbildung bei einem Rechtsanwalt. Sein Vater starb 1833, seine Mutter 1835.
Vermutlich ab 1848 bereiste er Europa und hatte sich in Berlin astronomische Kenntnisse angeeignet, jedenfalls war er 1854 wieder zurück auf Millbrook. Er war auch geologisch interessiert und veröffentlichte Beiträge im Journal of the Dublin Geological Society, er war sogar literarisch tätig.
Vor allem ging Birmingham seiner Leidenschaft als Astronom nach. Er lebte unverheiratet als Landbesitzer auf seinem Anwesen zusammen mit zwei älteren Tanten und einem Onkel mütterlicherseits sowie Arthur Bell, der ihm bei astronomischen Beobachtungen assistierte. Er verfügte über ein einfaches Teleskop mit 25-facher Vergrößerung. Ab 1858 finden sich Veröffentlichungen zu astronomischen Themen. Einen großen Bekanntheitsgrad erlangte er durch seine Entdeckung der Nova vom 12. Mai 1866, die heute T Coronae Borealis heißt. Er hatte unverzüglich die Londoner Zeitung The Times informiert, wurde aber ignoriert. Zudem hatte er den Astronomen William Huggins kontaktiert, der die Entdeckung bestätigte und spektroskopische Aufnahmen herstellte. Ferner berichtete er in den Monthly Notices of the Royal Astronomical Society über seine Entdeckung.
Birmingham kaufte bei T. Cooke & Sons ein besseres Teleskop, mit dem er eine 53-fache Vergrößerung erreichen konnte, und richtete sich damit auf seinem Grund in einem Holzschuppen mit einem beweglichen Dach ein privates Observatorium ein. Ab 1872 begann er mit einer Überarbeitung von Schjellerups Katalog roter Sterne. Er legte der Royal Irish Academy am 26. Juni 1876 seinen neuen Katalog roter Veränderlicher vor, der in den Transactions der Royal Irish Academy veröffentlicht wurde. Er arbeitete an Erweiterungen, aber eine zweite Ausgabe konnte erst 1888 nach seinem Tode von Thomas Espin veröffentlicht werden und war lange Zeit eine Standardreferenz zu diesem Thema.
Birmingham verfasste fast hundert Veröffentlichungen, darunter auch auf Deutsch in den Astronomischen Nachrichten. Gegen Lebensende war er am Ende seiner Mittel und ging ab 1883 einer Tätigkeit als Inspektor nach. John Birmingham starb am 7. September 1886 auf dem Millbrook-Anwesen an einer Herzkrankheit. Damit endete die Linie seiner Familie, Millbrook verfiel zu einer Ruine, seine Aufzeichnungen und Bibliothek gingen verloren, nur das Teleskop blieb am St. Jarlath’s College erhalten.

## Ehrungen
- 1884 wurde Birmingham die Cunningham-Medaille der Royal Irish Academy verliehen.[8]
- Im Jahre 1935 benannte die Internationale Astronomische Union den Mondkrater Birmingham offiziell nach John Birmingham.[9]